# NGC 4242
NGC 4242 (другие обозначения — UGC 7323, MCG 8-22-98, ZWG 243.61, PGC 39423) — спиральная галактика с перемычкой (SBd) в созвездии Гончие Псы.
Этот объект входит в число перечисленных в оригинальной редакции «Нового общего каталога».
В галактике вспыхнула сверхновая SN 2002bu. Её пиковая видимая звёздная величина составила 15,5.